# Phaeographis intricans
Phaeographis intricans är en lavart som först beskrevs av William Nylander och fick sitt nu gällande namn av Staiger. 
Phaeographis intricans ingår i släktet Phaeographis och familjen Graphidaceae.   Inga underarter finns listade i Catalogue of Life.